# یوجی کامیمورا
یوجی کامیمورا (انگلیسی: Yuji Kamimura؛ زادهٔ ۱۶ مارس ۱۹۷۶) بازیکن فوتبال اهل ژاپن است.